# Effurun
Effurun é a cidade capital da Área de Governo Local de Uvwie, no Estado do Delta, na Nigéria. É altamente povoado e é uma porta de entrada para a cidade de Warri.
Effurun é uma comunidade privilegiada na Nigéria com uma Universidade Federal de Recursos Petrolíferos
Há também um Instituto de Treinamento de Petróleo em Effurun. Houve uma explosão de oleodutos na área,  o que prova que a área é importante e que seus habitantes merecem atenção especial. Effurun é acessível através do aeroporto em Osubi ou através dos portos marítimos Sapele e Warri